# Puig d'en Carbonell
El Puig d'en Carbonell és una muntanya de 276 metres que es troba al municipi de Sant Pere de Ribes, a la comarca del Garraf.